# The Strain
The Strain (littéralement « la souche ») est une série télévisée américaine d'horreur en 46 épisodes de 42 minutes créée par Guillermo del Toro et Chuck Hogan, fondée sur la trilogie de romans du même nom, diffusée entre le 13 juillet 2014 et le 17 septembre 2017 sur FX et en simultané sur FX Canada.
En France et en Suisse elle est diffusée depuis le 18 février 2015 sur Canal+ Séries, rediffusée depuis le 6 octobre 2016 sur Paris Première et en clair depuis le 12 janvier 2017 sur M6. Au Québec, depuis le 31 janvier 2017 sur Ztélé ; et en Belgique sur Plug RTL.
En Pologne, elle est diffusée sur la plateforme Fox Play.

## Synopsis
Un Boeing atterrit à l'aéroport international John-F.-Kennedy de New York toutes lumières éteintes et portes scellées. L'épidémiologiste Ephraim Goodweather, qui vit un divorce difficile, et sa collègue Nora Martinez sont envoyés pour enquêter. À bord, ils trouvent deux cent six morts, victimes d'un mal mystérieux, et seulement quatre survivants.
La situation se dégrade quand les corps disparaissent de la morgue. Bientôt, des gens souffrent d'une infection due à un ver parasite qui les transforme en vampires, plus particulièrement en Strigois. Goodweather, Martinez, avec l'aide du dératiseur Vasiliy Fet et de la hackeuse Dutch Velders doivent se battre, sous la direction d'un vieux chasseur de vampires et survivant de la Shoah nommé Abraham Setrakian, qui a déjà eu affaire à cette maladie, afin de protéger les leurs et la ville entière d'une antique menace.
Les responsables sont Eldritch Palmer, un vieux milliardaire mourant avide de pouvoir, et Thomas Eichhorst, ancien nazi devenu vampire, qui connaît Setrakian. Lui et son Maître cherchent à plonger la Terre dans une obscurité éternelle pour asservir l'humanité. L'apocalypse est en marche.

## Distribution

### Personnages principaux
- Corey Stoll (VF : Pierre Tessier) : Dr Ephraim Goodweather, membre du Centre pour le contrôle et la prévention des maladies
- David Bradley (VF : Marc Cassot saisons 1-2 puis Michel Paulin saisons 3-4) : Pr Abraham Setrakian
- Mía Maestro (VF : Barbara Delsol) : Dr Nora Martinez (saisons 1 et 2)
- Kevin Durand (VF : Guillaume Orsat) : Vasiliy Fet, un dératiseur
- Jonathan Hyde (VF : Pierre Dourlens) : Eldritch Palmer, un vieux milliardaire invalide cherchant l'immortalité par tous les moyens (saisons 1 à 3), puis l'hôte du Maître (saison 4)
- Richard Sammel : (VF : lui-même) : Thomas Eichhorst, le bras droit du Maître
- Sean Astin (VF : Christophe Lemoine) : Jim Kent, un collègue de Nora et Eph au CDC (saison 1, invité saison 2)
- Jack Kesy (VF : Jérôme Pauwels puis Christian Visine) : Gabriel Bolivar, une rock star droguée aux médicaments (saison 1 et 2), puis l'hôte du Maître (saisons 2 et 3)
- Natalie Brown (VF : Hélène Bizot) : Kelly Goodweather, ex-femme d'Ephraim
- Miguel Gomez (VF : Franck Lorrain) : Augustin « Gus » Elizalde, un jeune délinquant
- Ben Hyland (saison 1) puis Max Charles (en) (saison 2) (VF : Jean-Stan DuPac) : Zach Goodweather, le fils de Ephraim et son ex femme Kelly
- Ruta Gedmintas (VF : Laura Blanc) : Dutch Velders, une hackeuse
- Rupert Penry-Jones (VF : Eric Peter) : Monsieur Quinlan
- Samantha Mathis (VF : Martine Irzenski) : la conseillère Justine Feraldo (récurrente saison 2, principale saison 3)
- Joaquín Cosío (es) (VF : Antoine Tomé) : Angel Guzman Hurtado (récurrent saison 2, principal saison 3)

Photos des acteurs principaux
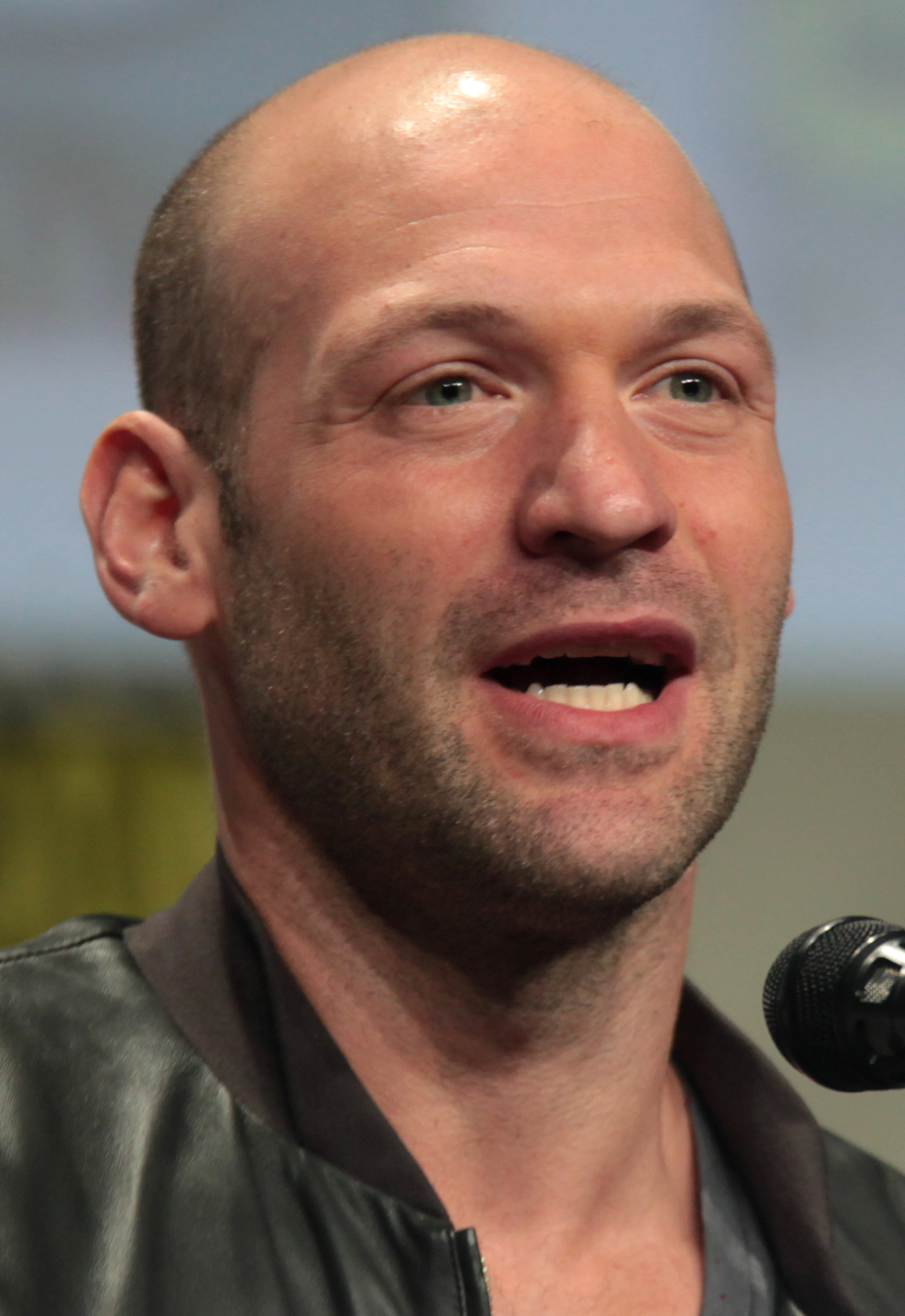
Corey Stoll interprète Ephraim Goodweather
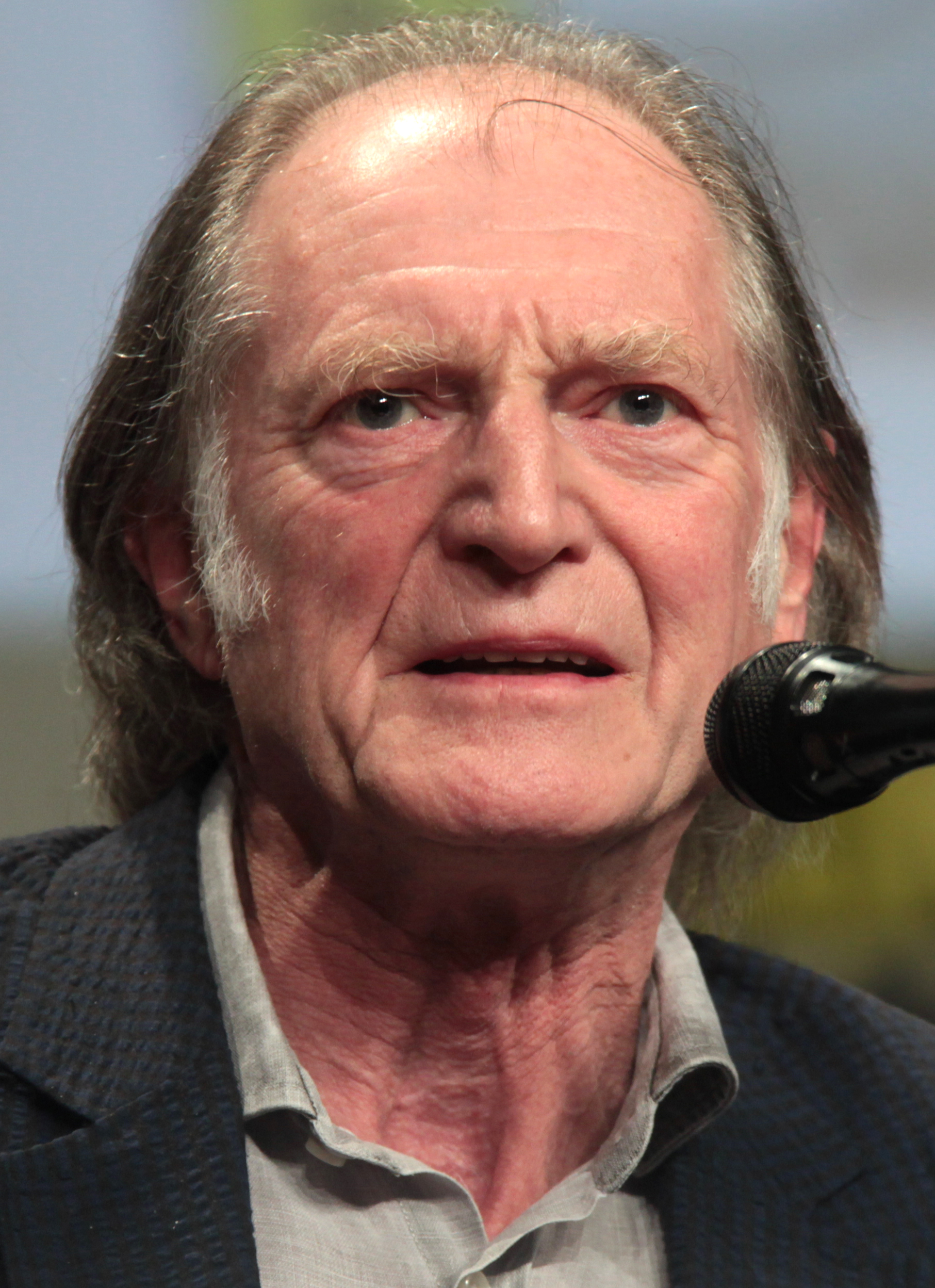
David Bradley interprète Pr Abraham Setrakian
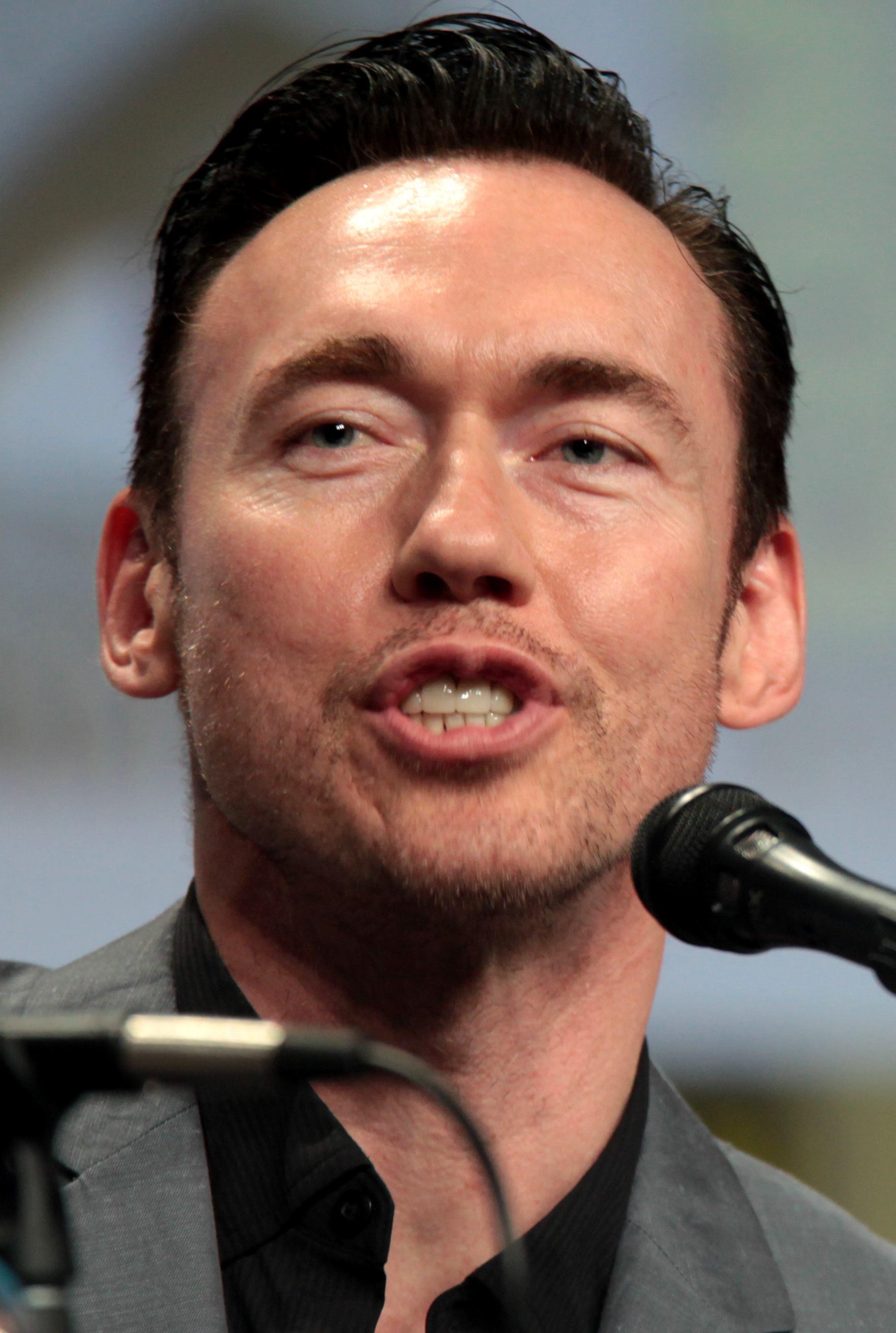
Kevin Durand interprète Vasiliy Fet
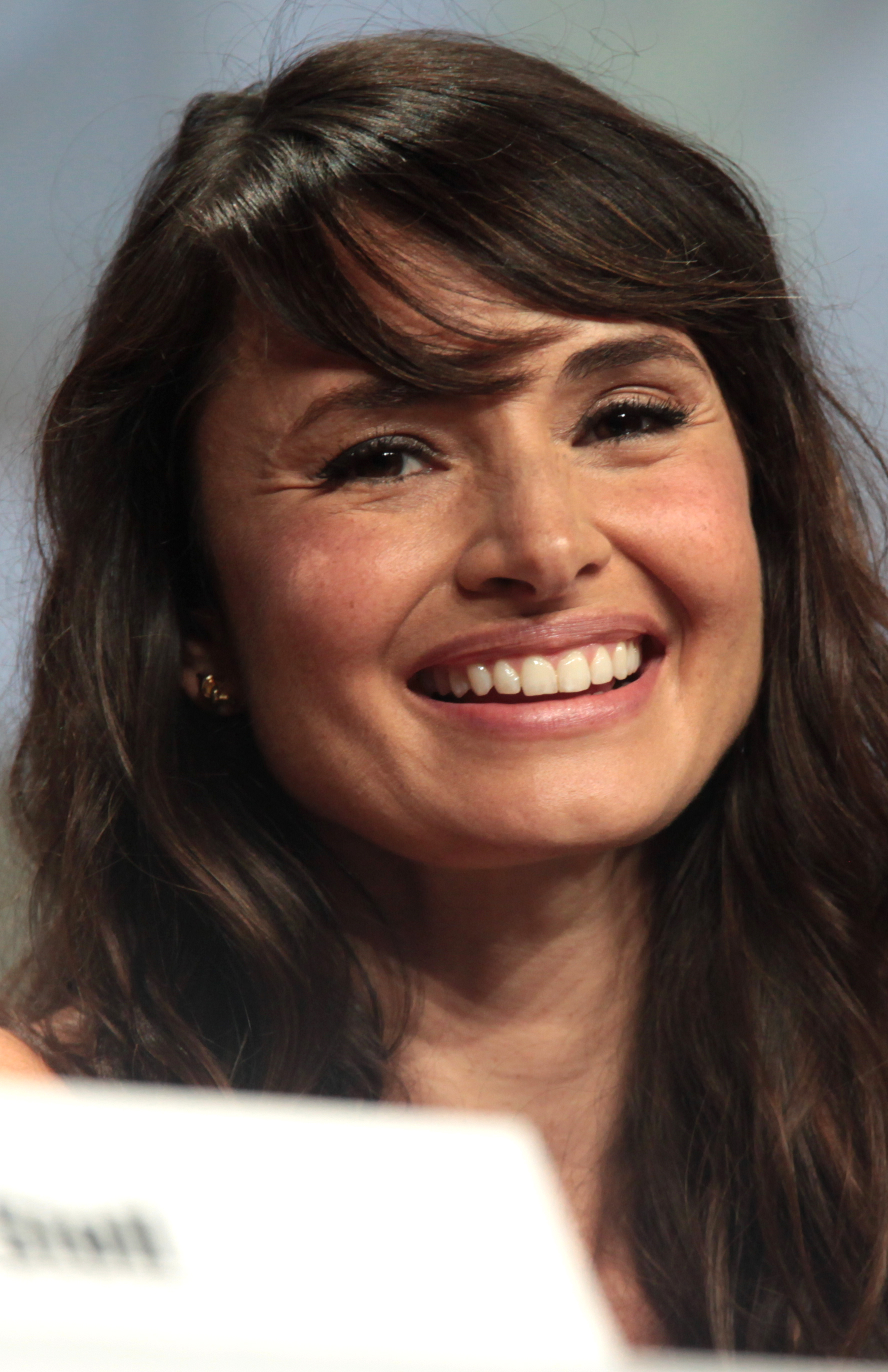
Mía Maestro interprète Dr Nora Martinez
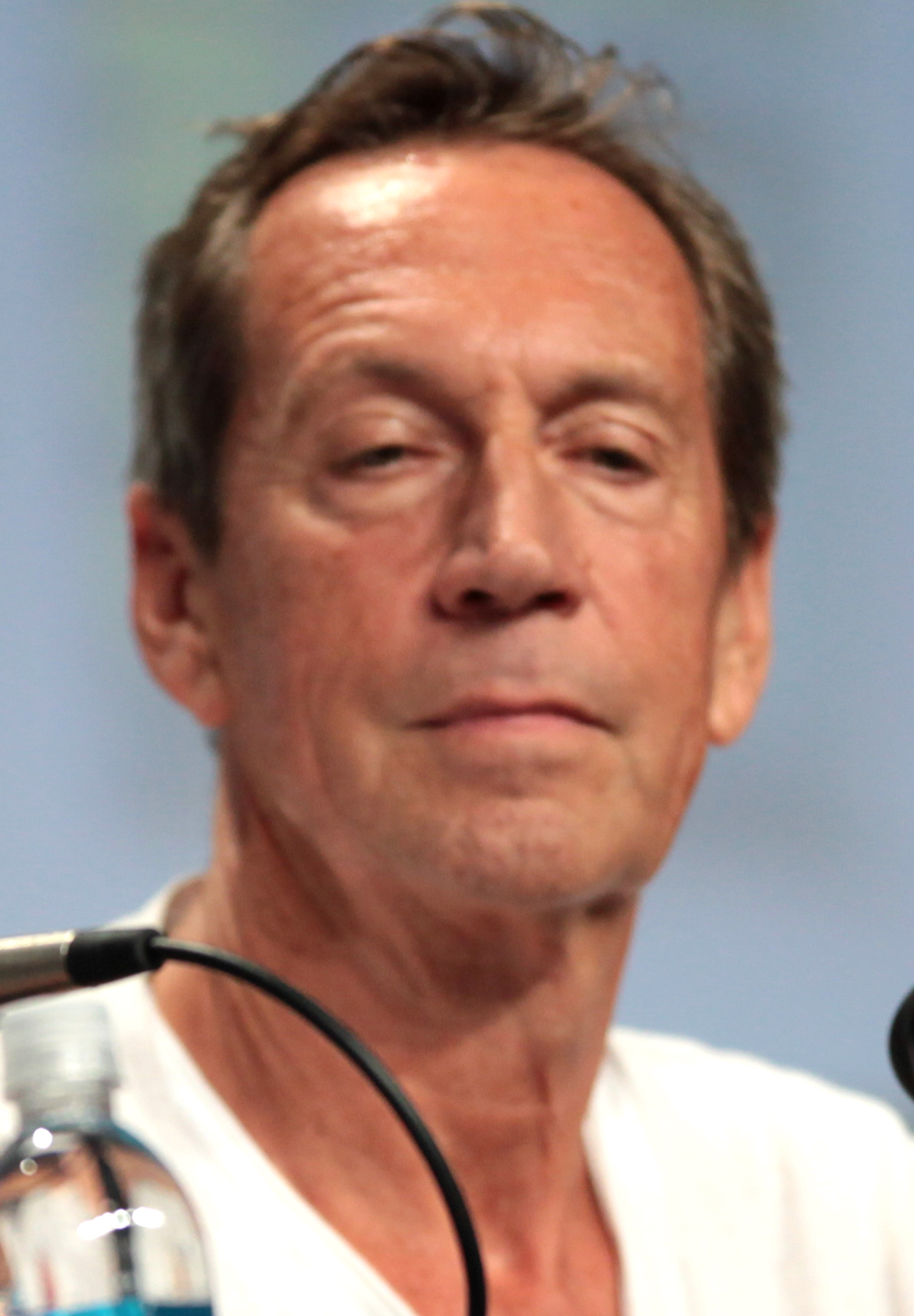
Jonathan Hyde interprète Eldritch Palmer
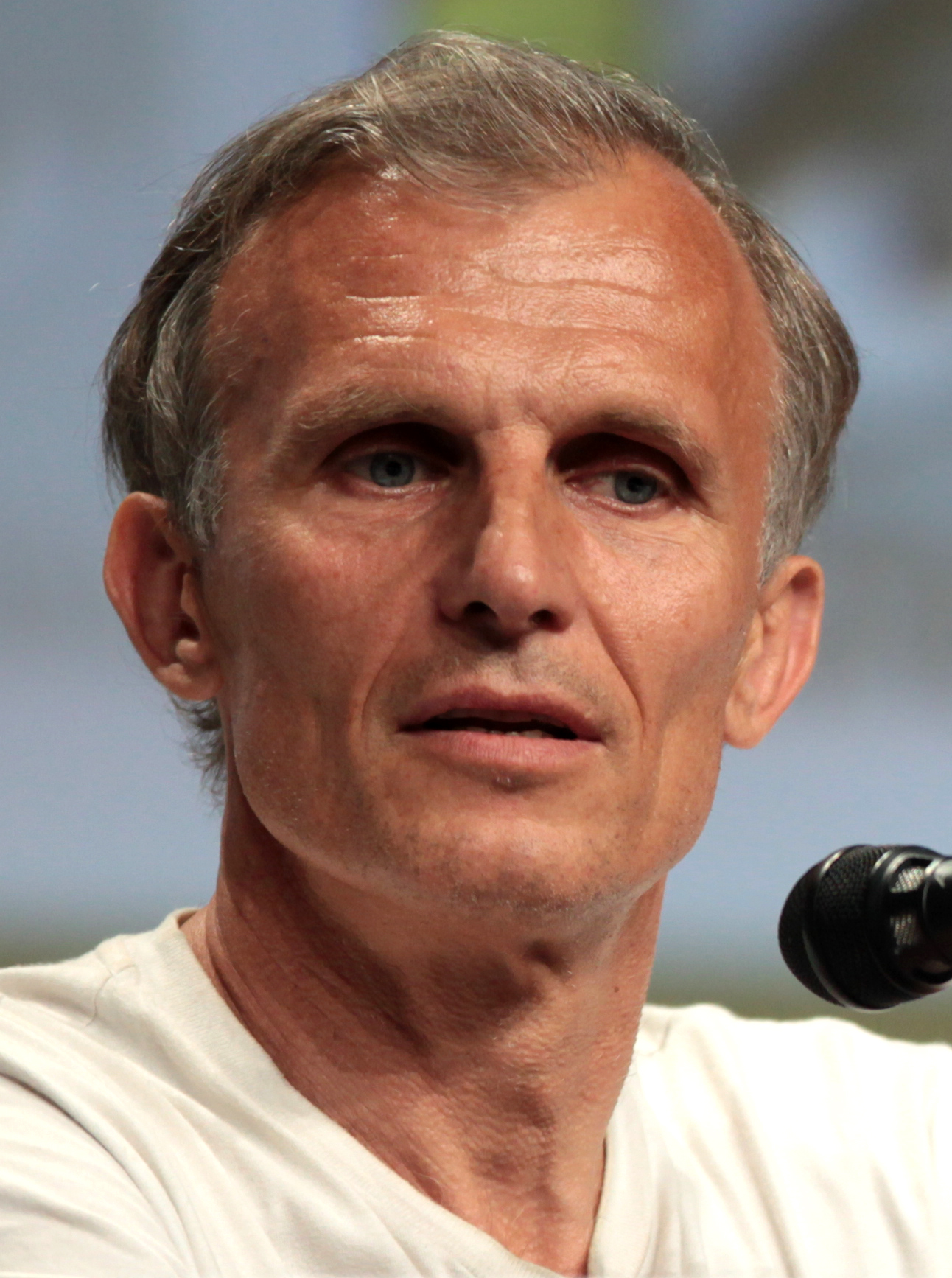
Richard Sammel interprète Thomas Eichorst
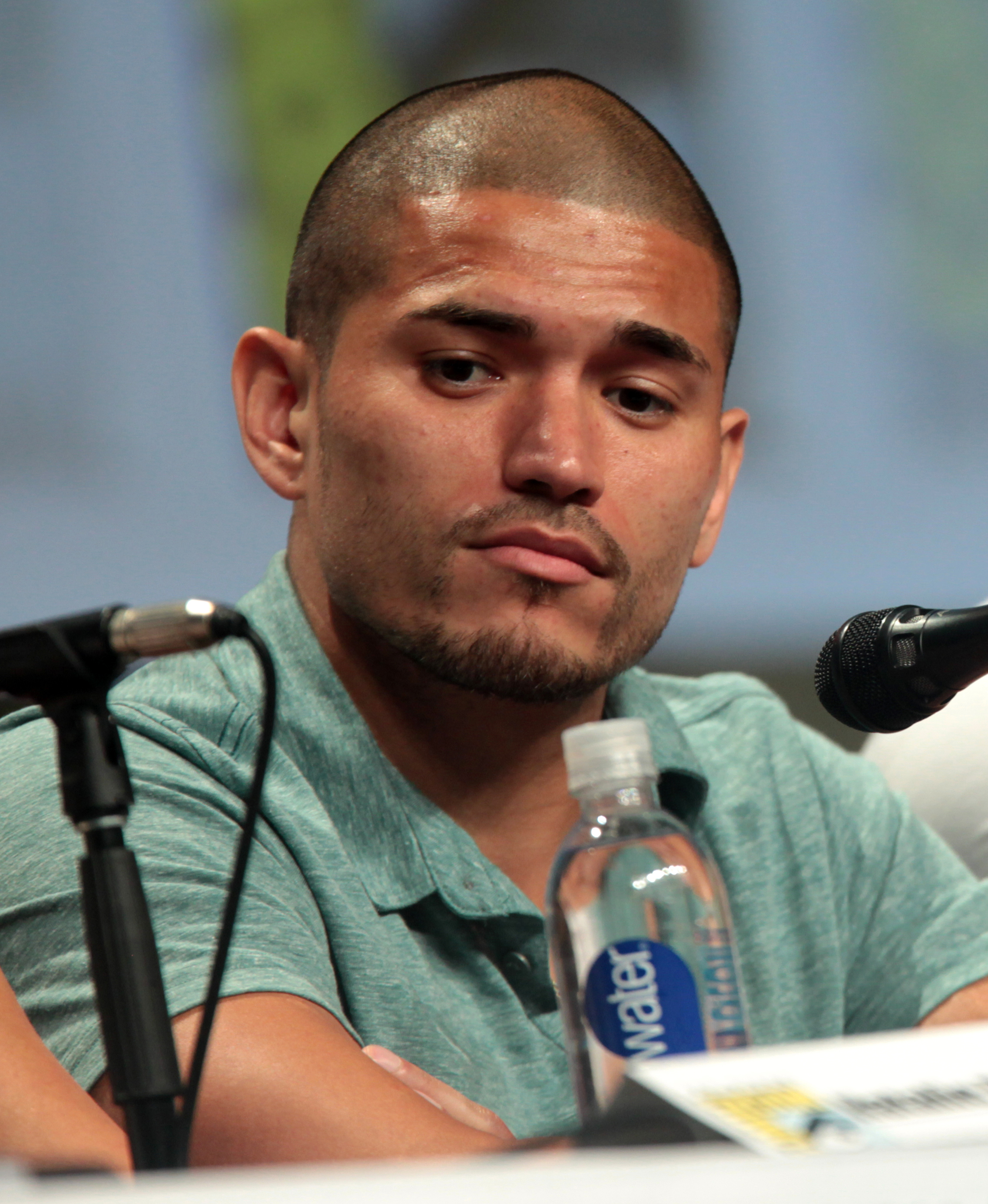
Miguel Gomez interprète Augustin « Gus » Elizalde
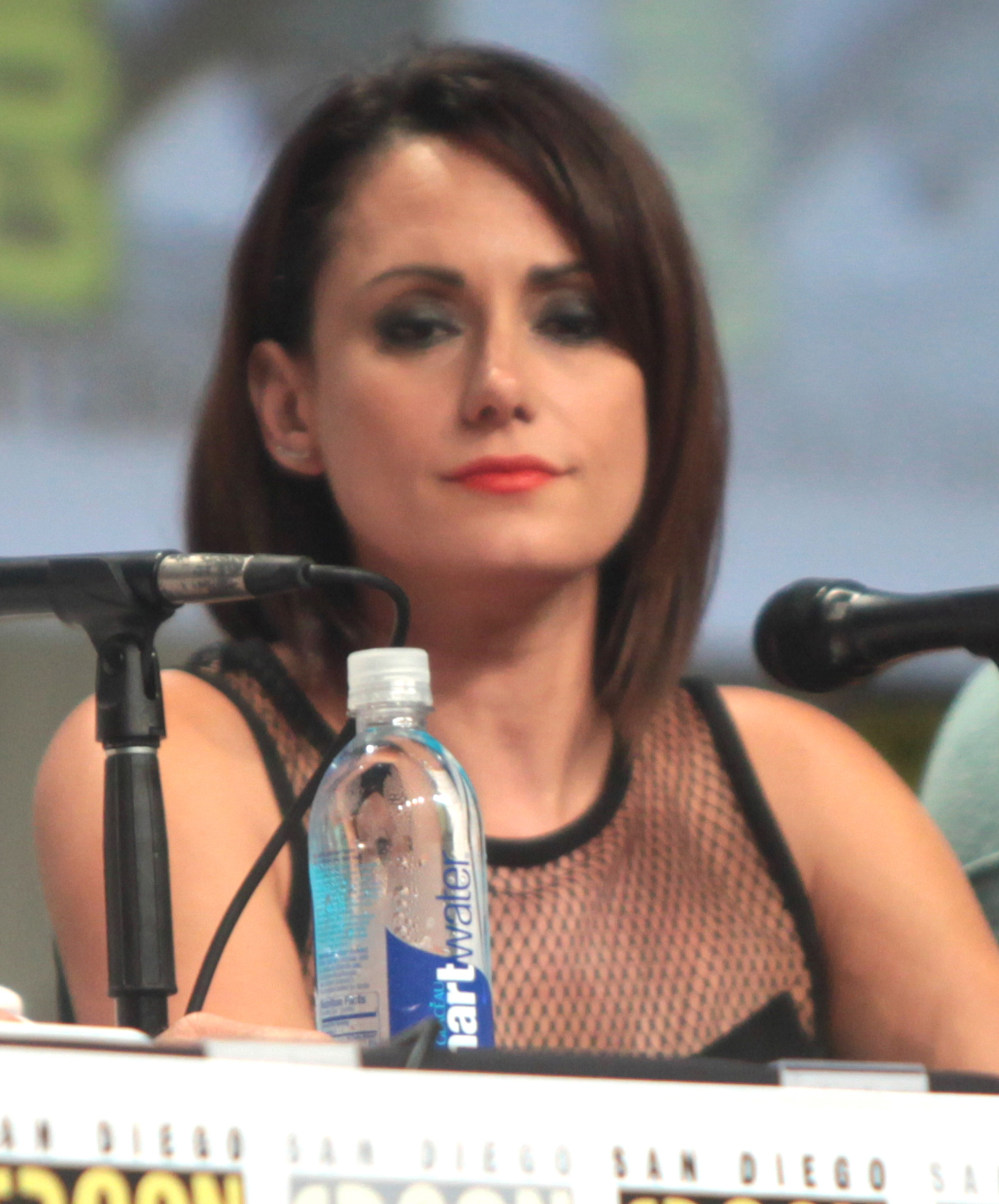
Natalie Brown interprète Kelly Goodweather
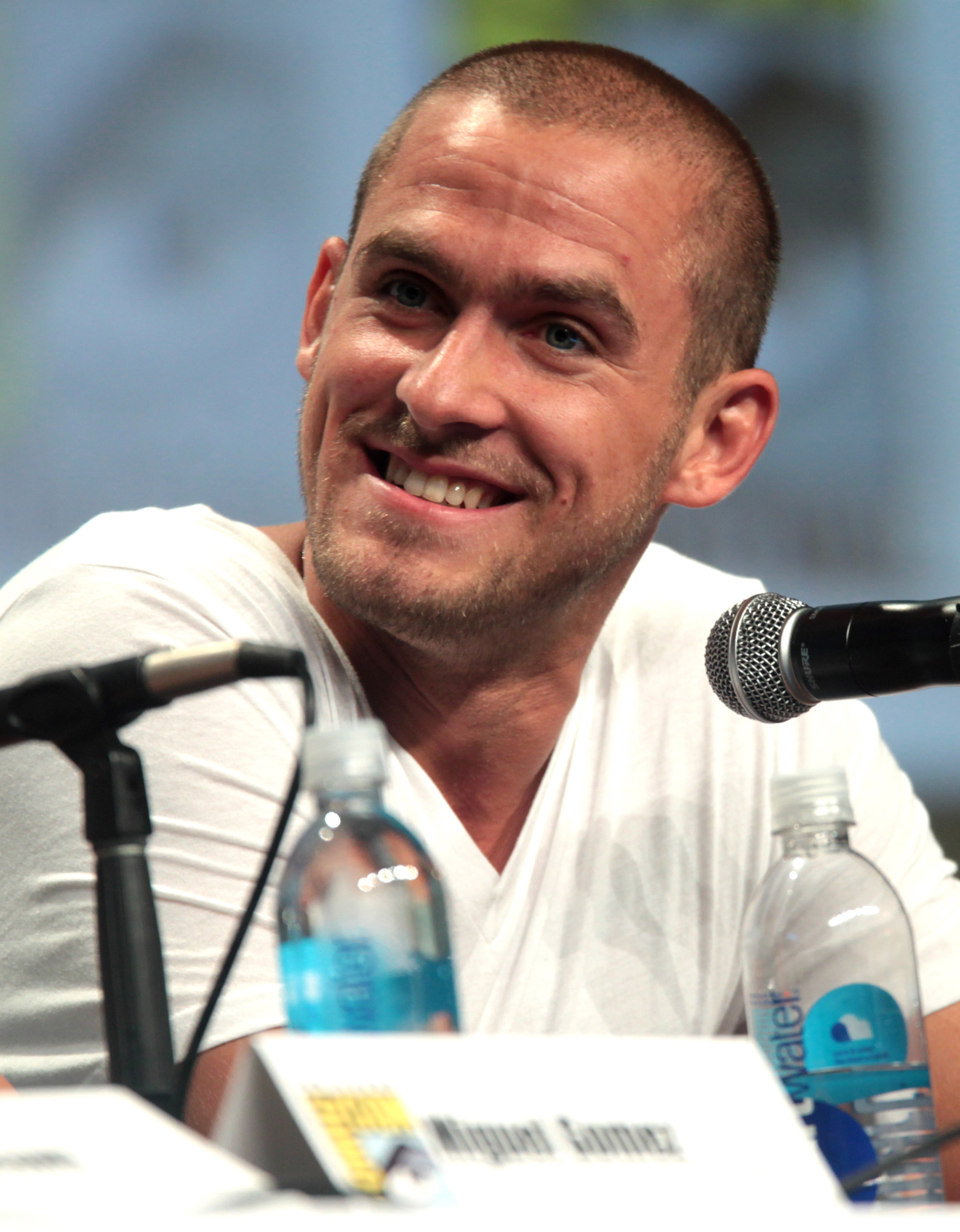
Jack Kesy interprète Gabriel Bolivar
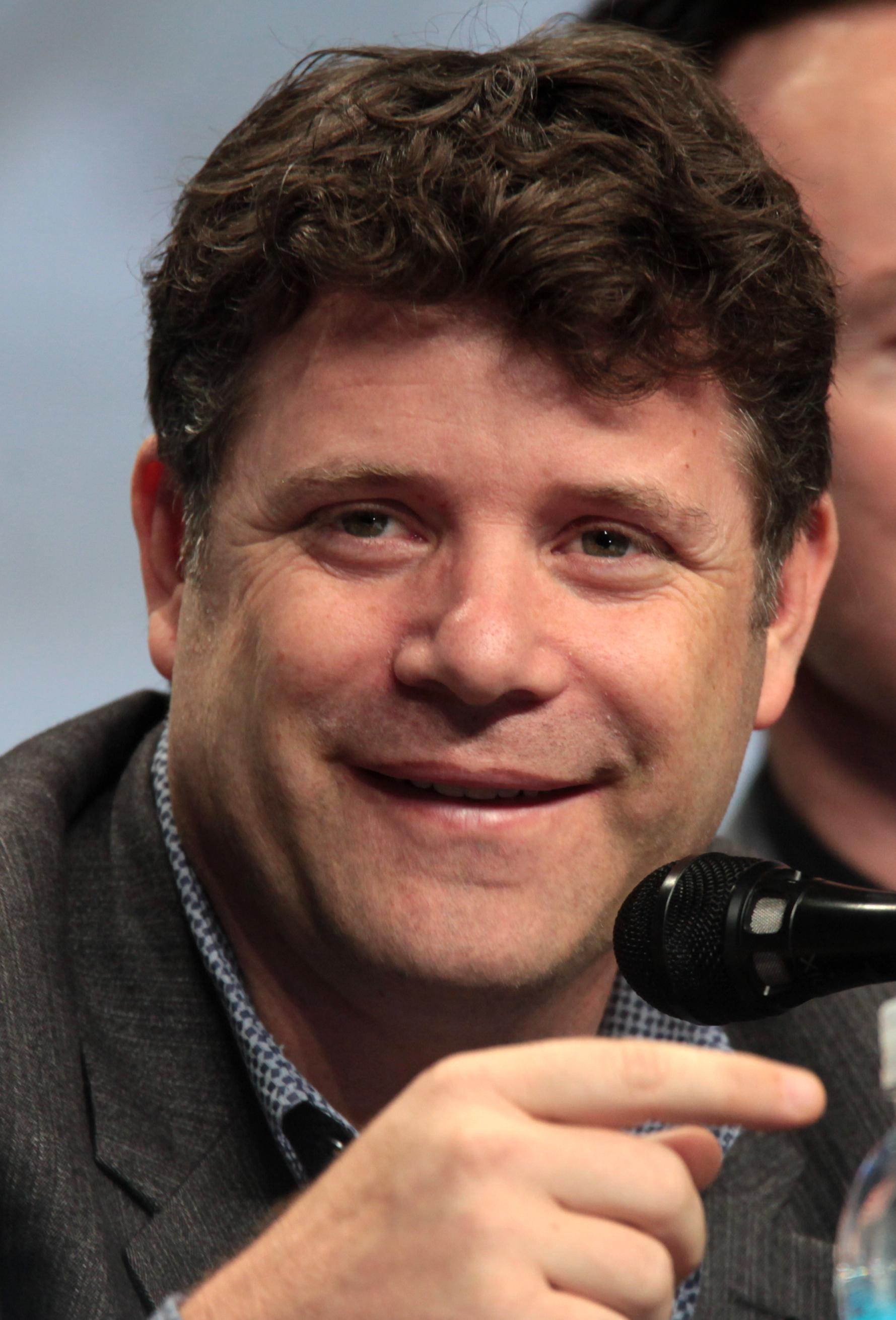
Sean Astin interprète Jim Kent

### Personnages récurrents
- Robert Maillet puis Robin Atkin Downes (VF : Patrick Béthune) : « Le Maître » (voix uniquement)
- Roger Cross (VF : Gilles Morvan) : Reginald Fitzwilliam (saisons 1 et 2)
- Francis Capra (VF : Fabrice Trojani) : Crispin Elizalde (saison 1)
- Daniel Kash (en) (VF : Patrick Floersheim) : Dr Everett Barnes (saisons 1 et 2)
- Adriana Barraza (VF : Magali Rosenzweig) : Guadalupe Elizalde (saison 1 à 3)
- Drew Nelson (acteur) (VF : Tanguy Goasdoué) : Matt Sayles (saison 1)
- Leslie Hope (VF : Véronique Augereau) : Joan Luss (saison 1)
- Jonathan Potts (VF : Patrick Pellegrin) : le capitaine Doyle Redfern (saison 1)
- Steven McCarthy (VF : Jérémy Bardeau) : Gary Arnot (saison 1)
- Stephen McHattie (VF : Patrick Osmond) : Vaun (saison 1 et 2)
- Nikolai Witschl (VF : Philippe Valmont) : Ansel Barbour (saison 1)
- Regina King (VF : Nathalie Beynie) : Ruby Wain (saison 1)
- Alex Paxton-Beesley (VF : Barbara Beretta) : Ann-Marie Barbour (saison 1)
- Melanie Merkosky : Sylvia Kent (saison 1)
- Jim Watson (VF : Nicolas Djermag) : Setrakian (jeune)
- Lizzie Brocheré (VF : elle-même) : Coco Marchand (saison 2)
- Ron Canada (en) (VF : Benoît Allemane) : le maire George Lyle (saison 2)
- Ron Lea (VF : Philippe Catoire) : Harrisson McGeever, un des cobayes d'Eph et Nora (saison 2)
- Brenda Bazinet (VF : Cathy Cerda) : Pauline McGeever, l'autre cobaye d'Eph et Nora (saison 2)
- Paulino Nunes (es) (VF : Mathieu Buscatto) : Frank Kowalski (saisons 2 et 3)
- Rhona Mitra (VF : Sybille Tureau) : Charlotte (saison 4)

- Version françaiseClassification: Interdit aux moins de 12 ans et certains épisodes sont moins de 16 ans.
  - Société de doublage : VF Productions[7]
  - Direction artistique : Yann Le Madic[7]
  - Adaptation des dialogues : Sabrina Boyer, Laurence Duseyau, Tim Stevens, Emeline Perego et Élise Bernard[7]

## Production

### Développement

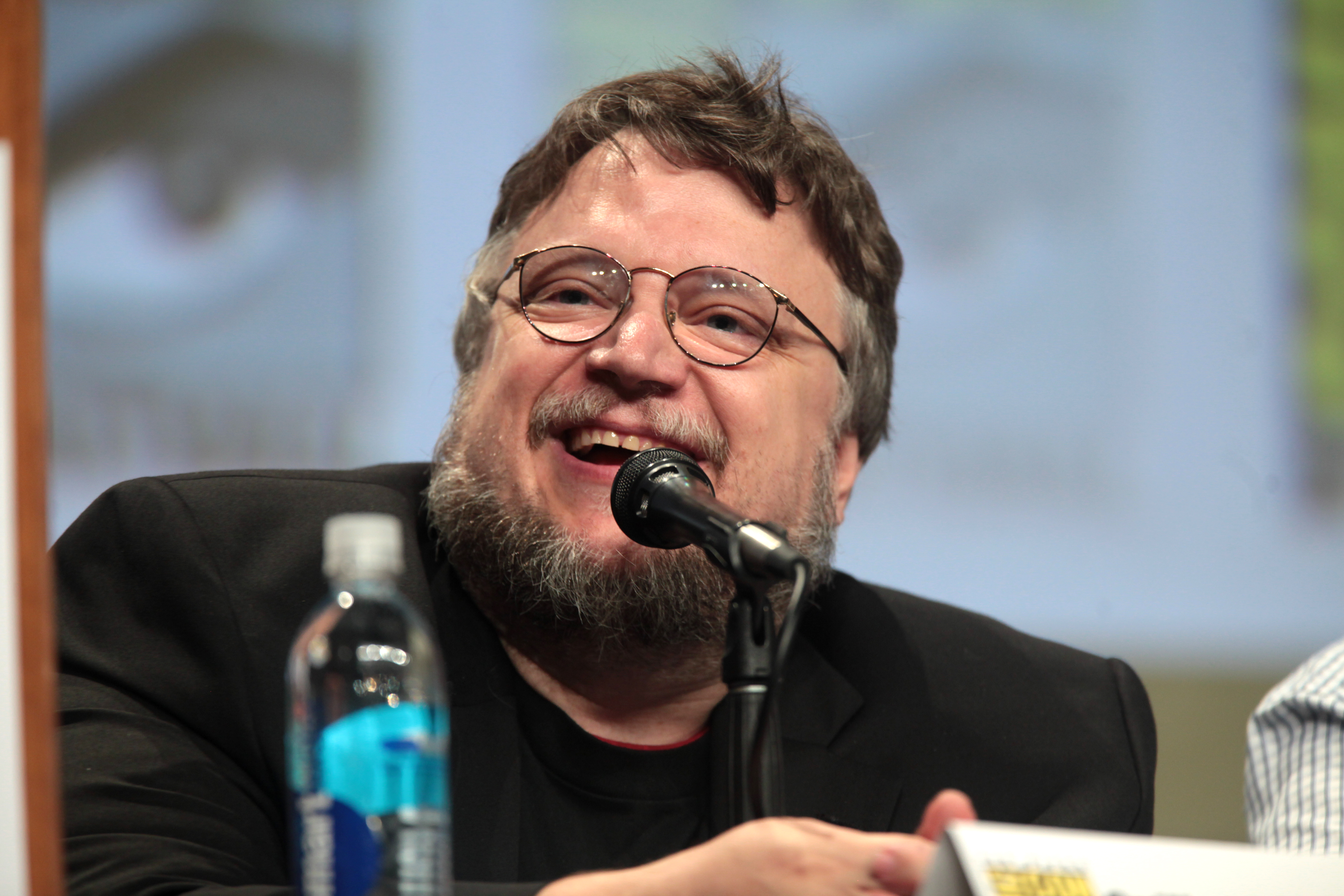
Le réalisateur et producteur exécutif Guillermo del Toro, au Comic-Con de San Diego, en 2014

En 2006, Guillermo del Toro présente The Strain comme une série télévisée, mais les négociations sont interrompues quand le président de Fox lui demande d'en faire une comédie. Un agent suggère d'étendre le concept. Del Toro demande à Chuck Hogan de collaborer avec lui afin d'écrire un roman, expliquant : « J'ai écrit des nouvelles en espagnol et en anglais. J'ai écrit des scénarios. Mais je ne suis pas bon en roman criminel. Je ne suis pas bon dans le jargon des matières dangereuses et le style précis utilisé par les unités de criminologie. Quand Stoker a écrit Dracula, c'était très moderne, un roman de type criminel. J'ai voulu donner à The Strain une couleur procédurale, où tout semble réel. ». Chuck Hogan accepte après avoir lu juste une page et demie sur les douze pages du projet de Guillermo del Toro. L'accord est conclu sur une poignée de main, sans contrat écrit.
Guillermo del Toro et Hogan écrivent le scénario de l'épisode pilote, Nuit Zéro (Night Zero), que Guillermo del Toro réalise. Une première saison de treize épisodes est commandée le 19 novembre 2013. Après une première diffusion au festival de télévision ATX à Austin, Texas, début juin 2014, le premier épisode est diffusé sur FX le 13 juillet 2014,.

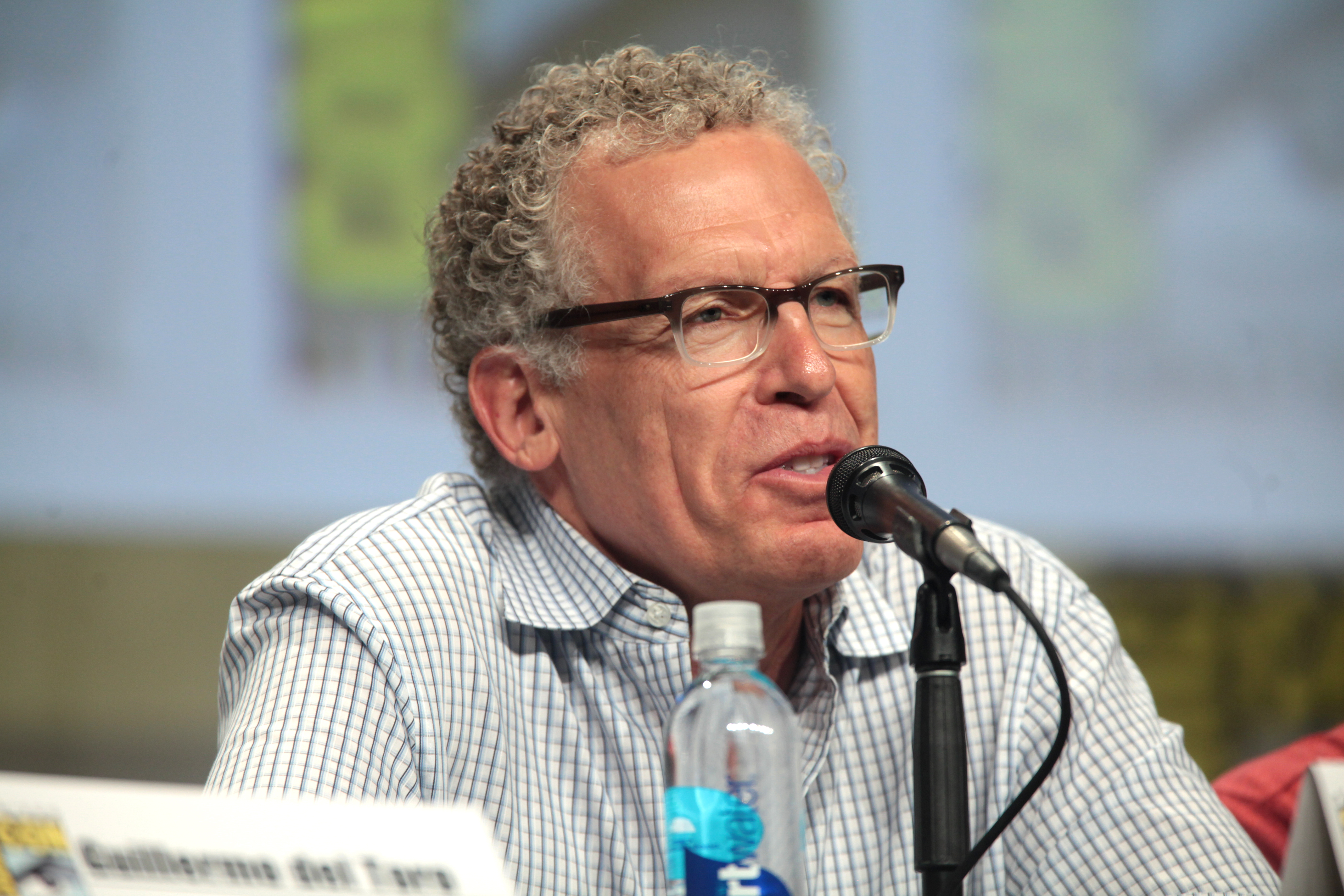
Le scénariste et auteur-producteur Carlton Cuse, au Comic-Con de San Diego, en 2014

Le 19 août 2014, la série a été renouvelée pour une deuxième saison de treize épisodes diffusée durant l'été 2015.
Le 7 août 2015, la série a été renouvelée pour une troisième saison de dix épisodes diffusée à l'automne 2016.
Le 27 septembre 2016, la série a été renouvelée pour une quatrième saison, qui sera la dernière diffusée à l'été 2017.

### Casting
Le casting principal a débuté en avril 2013, avec entre autres Corey Stoll, Kevin Durand, Mía Maestro, Jonathan Hyde et Richard Sammel, Miguel Gomez, Lauren Lee Smith dans le rôle de Kelly Goodweather, John Hurt dans le rôle de Abraham Setrakian, Jack Kesy, Sean Astin, Robert Maillet et Francis Capra, Roger Cross et Leslie Hope. En septembre 2013, Natalie Brown reprend le rôle de Kelly.
En novembre 2013, après la commande de la série, David Bradley reprend le rôle d'Abraham, puis invite Regina King et Melanie Merkosky, et Jim Watson.

### Tournage
FX a commandé treize épisodes. Une équipe de scénaristes a été employée pour les écrire, avec Carlton Cuse en tant qu'auteur-producteur. La première saison devait être tournée du 25 novembre 2013 au 30 avril 2014, mais le tournage du pilote s'est déroulé du 17 septembre 2013, à Toronto au Canada,, au 31 octobre 2013. FX aurait dépensé 500 000 $ pour la conception des créatures.
Le tournage de la deuxième saison a débuté mi-novembre 2014 à Toronto.

### Musique
La musique est composée par Ramin Djawadi, qui participa également au précédent film de del Toro Pacific Rim.

## Épisodes
La série compte quatre saisons, totalisant 46 épisodes